# Karl Doppler
Karl Doppler, także Károly Doppler (ur. 12 września 1825 we Lwowie, zm. 10 marca 1900 w Stuttgarcie) – austriacki kompozytor i flecista pochodzenia polsko-węgierskiego, brat Franza.

## Życiorys
Koncertował razem z bratem. W latach 1843–1846 grał jako flecista w Teatrze Niemieckim w Peszcie. Od 1846 do 1862 roku był flecistą i zastępcą dyrygenta peszteńskiego Teatru Narodowego. W latach 1865–1898 dyrygował operą dworską w Stuttgarcie.
Komponował utwory na fortepian i flet (część napisana wspólnie z bratem). Był także autorem opery A gránátos tábor (wyst. Peszt 1853) oraz pieśni, w tym popularnej Honfi dal do słów Sándora Petőfiego.